# Moje Bieszczady
Moje Bieszczady – trzeci oficjalny album zespołu KSU wydany w 1993 roku.

## Lista utworów
| Nr  | Tytuł utworu                      | Długość |
| --- | --------------------------------- | ------- |
| 1.  | „Moje Bieszczady”                 | 6:24    |
| 2.  | „Hej panie Rock'n'Roll”           | 3:01    |
| 3.  | „Esperal blues”                   | 3:03    |
| 4.  | „Wojna w imię?”                   | 4:37    |
| 5.  | „Wojownik”                        | 4:26    |
| 6.  | „Nad trupem Jugosławii”           | 2:39    |
| 7.  | „Runęły mury”                     | 4:12    |
| 8.  | „Ostatnia pieśń o wolności”       | 3:15    |
| 9.  | „Wielki bazar”                    | 2:59    |
| 10. | „4 lipca w Warszawie”             | 2:55    |
| 11. | „Wiosna na poligonie”             | 3:56    |
| 12. | „Hebrajczyk (voc. improwizowany)” | 3:11    |
| 13. | „Moje Bieszczady II”              | 5:14    |
|     |                                   | 49:52   |

## Twórcy
- Eugeniusz Olejarczyk „Siczka” – gitara, śpiew
- Bogdan Tutak „Tuptuś” – perkusja
- Bartłomiej Kądziołka „QQŚ” – gitara basowa
- Dariusz Dziuroń „Nero” – gitara